# Silvio Meira
Silvio Romero de Lemos Meira (Taperoá, 2 de fevereiro de 1955) é um cientista, professor e empreendedor brasileiro com atuação na área de engenharia de software e inovação. Atualmente é professor associado da Escola de Direito do Rio de Janeiro da FGV e professor emérito do Centro de Informática da UFPE. Também preside o conselho de administração do Porto Digital e é membro dos conselhos de administração e sócio de diversas empresas.
Meira recebeu da Presidência da República, as comendas da Ordem Nacional do Mérito Científico em 1999 e da Ordem de Rio Branco em 2001. Foi agraciado com o Grau Comendador do Quadro de Graduados Especiais da Ordem do Mérito dos Guararapes pelo Governo de Pernambuco em 2007 e com a Medalha do Conhecimento pelo Ministério do Desenvolvimento, Indústria e Comércio Exterior em 2008. Além disso, Meira fez parte do Conselho de Desenvolvimento Econômico e Social da Presidência da República em 2009.
Em 2010, Silvio Meira foi o vencedor do Prêmio Faz Diferença de Economia do Jornal O Globo e em 2009 foi incluído na lista das cem pessoas mais influentes do país pela Revista Época por sua contribuição na fundação do Porto Digital. Foi reconhecido e homenageado pelo Instituto de Engenharia com o título de Eminente Engenheiro de 2023.

## Academia
Meira formou-se em Engenharia Eletrônica no Instituto Tecnológico de Aeronáutica em 1977, concluiu o mestrado em Ciência da Computação na UFPE em 1981 e doutorou-se, também em Ciência da Computação, na Universidade de Kent em 1985. Em 2008, jutamente com outros pesquisadores e com apoio financeiro do CNPq, fundou o Instituto Nacional de Engenharia de Software.
Entre os anos de 2012 e 2014, foi pesquisa visitante do Berkman Center da Universidade de Harvard.
Meira é co-autor de mais de uma centena de artigos científicos, majoritariamente na área de Engenharia de Software.

## Empresas e Instituições sem fins lucrativos
No ano de 2000, Silvio Meira fez parte da iniciativa que fundou o Porto Digital, considerado o maior parque tecnológico do país. Além do Porto Digital, Meira é co-fundador do Instituto de inovação CESAR, onde foi cientista chefe por mais de 12 anos, da Genomika e dos fundos de investimento IKEWAI e Saints Investments. Nos anos 1990, foi co-criador e um dos pesquisadores do motor de busca Radix.com, posteriormente adquirido pelo Banco Opportunity.
Meira ainda atua como membro dos conselhos de administração da B3 e do Magazine Luiza.

## Novos Negócios Inovadores de Crescimento Empreendedor no Brasil
Publicou em 2014 o livro Novos Negócios Inovadores de Crescimento Empreendedor no Brasil onde apresenta os principais desafios de se empreender no país e sugere as principais perguntas que empreendedores devem se fazer ao longo do desenvolvimento de uma empresa de inovação.

## Blog e Rádio
Silvio Meira mantém um blog com publicações sobre inovação e tecnologia. Além disso, é comentarista da Rádio CBN no quadro Bits da Noite.